# Le Milieu du monde
Pour l’article homonyme, voir Milieu du monde (Pompaples).
Pour plus de détails, voir Fiche technique et Distribution.
Le Milieu du monde est un film franco-suisse réalisé par Alain Tanner, sorti en 1974.

## Synopsis
L'histoire d'une serveuse de café italienne, Adriana, et d'un ingénieur du Milieu du Monde pendant une période de 112 jours.

## Fiche technique
- Titre : Le Milieu du monde
- Réalisation : Alain Tanner
- Scénario : Alain Tanner et John Berger
- Production : Citel Films
- Musique : Patrick Moraz
- Photographie : Renato Berta
- Montage : Brigitte Sousselier
- Décors : Serge Ettee
- Pays de production :  Suisse,  France
- Format : couleur - 35 mm
- Genre : romance et drame
- Durée : 115 minutes
- Date de sortie : 11 septembre 1974

## Distribution
- Olimpia Carlisi : Adriana
- Philippe Léotard : Paul
- Juliet Berto : Juliette
- Denise Péron : Schmidt
- Jacques Denis : Marcel
- Roger Jendly : Roger
- Gilbert Bahon : Albert
- Pierre Walker : Le président ADP
- Paul Paquier : Gavault
- Adrien Nicati : Le père de Paul